# Tauno Honkasalo
Tauno Bruno Honkasalo, né en 1912 et mort en 1975, est un géodésiste finlandais, consultant à l’Université d’Helsinki.
Honkasalo a été géodétiste d'État de 1940 à 1959 et géodésique d'État principal (professeur) à partir de 1959. Il a été professeur adjoint à l'Université d'Helsinki de 1957 à 1975. Il a effectué des mesures de lignes de base dans différents pays avec une interférence lumineuse,.
L'astéroïde (1699) Honkasalo fut baptisé en son honneur.